# Ryan Bennett
Ryan Bennett, né le 6 mars 1990 à Thurrock (Angleterre), est un footballeur anglais qui évolue au poste de défenseur.

## Biographie
Le 7 avril 2007, il fait ses débuts pour Grimsby Town, lors d'un match contre les MK Dons.
Le 31 mai 2017, il rejoint les Wolverhampton Wanderers.
Le 31 janvier 2020, il est prêté pour six mois à Leicester City.
Le 16 octobre 2020, Bennett s'engage avec Swansea City pour un contrat de trois ans.
Le 6 janvier 2023, il rejoint Cambridge United.

## Palmarès

### En club
- Wolverhampton Wanderers
  - Champion d'Angleterre de deuxième division en 2018.